# USS Illinois (BB-65)
USS Illinois (BB-65) era una nave da battaglia della classe Iowa che non fu mai completata.
Inizialmente lo scafo doveva essere la prima nave della classe Montana. L'urgente necessità di più navi da guerra allo scoppio della seconda guerra mondiale e le esperienze maturate dalla Marina degli Stati Uniti nel teatro del Pacifico portarono i vertici militari a concludere che, anziché costruire corazzate più grandi e pesantemente armate come quelle della classe Montana, avevano necessità di navi più agili e veloci per scortare le portaerei della classe Essex. Di conseguenza, nel 1942 gli scafi BB-65 e BB-66 furono modificati e declassati alla classe Iowa.
Come la Kentucky (BB-66), la Illinois era ancora in costruzione alla fine della seconda guerra mondiale; pertanto nell'agosto del 1945 la realizzazione fu annullata, ma il suo scafo ancora incompleto rimase integro fino al 1958, quando fu poi demolito.